# Алпско скијање на Зимским олимпијским играма 2010 — слалом за мушкарце
Такмичење алпског скијања у слалому за мушкарце  на Зимским олимпијским играма 2010. у Ванкуверу одржало се на стази „Дејв Мари“ у Вислер Криксију, 27. фебруара, 2010.
Последња дисциплина у алппском скијању одржана је у неповољним временским условима, са кишом. Више од 40 тркача није успело да заврши прву вожњу, укључујући десет од првих тридесет.

## Карактеристике стазе
Датум : 27. фебруар 2010
1. вожња: 19:00 (UTC+2) (10:00 по локалном)
2. вожња: 22:45 (UTC+2) (13:45 по локалном)
Стаза: „Дејв Мари“
Старт: 985 m, Циљ: 805 m
Висинска разлика: 180 m, Дужина стазе:
Стазу за 1. вожњу поставио: Душан Грасић (КАН), 66 капије
Стазу за 2. вожњу поставио: Christian Höflehner (АУТ), 63 капије
Учествовало је 102 такмичара из 56 земаља, од којих је само 48 завршило трку.

## Земље учеснице
| - Албанија (1) - Андора (1) - Аргентина (2) - Аустрија (4 - Азербејџан (1) - Белгија (2) - Босна и Херцеговина (1) - Бразил (1) - Бугарска (2) - Црна Гора (1) - Чешка (4) - Данска (1) - Естонија (1) - Финска (1) | - Француска (4) - Гана (1) - Грчка (2) - Грузија (2) - Хрватска (4) - Иран (2) - Ирска (1) - Исланд (2) - Италија (4) - Израел (1) - Јапан (2) - Јерменија (1) - Јужна Кореја (2) - Казахстан (1) | - Канада (4) - Кина (1) - Кипар (1) - Киргистан (1) - Летонија (1) - Либан (1) - Литванија (1) - Мађарска (1) - Република Македонија (1) - Мароко (1) - Молдавија (2) - Мексико (1) - Немачка (1) - Норвешка (4) | - Перу (1) - Румунија (1) - Русија (3) - Сенегал (1) - Сједињене Америчке Државе (4) - Словачка (1) - Словенија (4) - Шведска (4) - Швајцарска (4) - Таџикистан (1) - Турска} (1) - Украјина (1) - Узбекистан (1) - Уједињено Краљевство (2) |

- У загради се налази број спортиста који се такмиче за ту земљу

## Победници
- Златни Ђулијано Рацоли  Италија
- Сребрни Ивица Костелић  Хрватска
- Бронзани Андре Мирер {{subst:ШВЕ}}

## Резултати
|    | 13  | Ђулијано Рацоли                  | Италија                   | 47,79           | 1               | 51,53           | 7               | 1:39,32         |                 |                 |                 |
|    | 2   | Ивица Костелић                   | Хрватска                  | 48,37           | 4               | 51,11           | 3               | 1:39,48         | 0,16            |                 |                 |
|    | 12  | Андре Мирер                      | Шведска                   | 49,03           | 10              | 50,73           | 1               | 1:39,76         | 0,44            |                 |                 |
| 4  | 3   | Бенјамин Рајх                    | Аустрија                  | 48,33           | 3               | 51,48           | 6               | 1:39,81         | 0,49            |                 |                 |
| 5  | 6   | Марсел Хиршер                    | Аустрија                  | 48,92           | 9               | 51,28           | 4               | 1:40,20         | 0,88            |                 |                 |
| 6  | 9   | Митја Валенчич                   | Словенија                 | 48,22           | 2               | 52,13           | 19              | 1:40,35         | 1,03            |                 |                 |
| 7  | 8   | Манфред Мелг                     | Италија                   | 48,64           | 5               | 51,81           | 9               | 1:40,45         | 1,13            |                 |                 |
| 8  | 19  | Жилијен Кузино                   | Канада                    | 49,59           | 19              | 51,07           | 2               | 1:40,66         | 1,34            |                 |                 |
| 9  | 4   | Жилијен Лизеру                   | Француска                 | 48,82           | 8               | 51,90           | 10              | 1:40,72         | 1,40            |                 |                 |
| 10 | 7   | Рајнфрид Хербст                  | Аустрија                  | 49,23           | 12              | 51,55           | 8               | 1:40,78         | 1,46            |                 |                 |
| 11 | 37  | Ондржеј Банк                     | Чешка                     | 48,69           | 6               | 52,12           | 18              | 1:40,81         | 1,49            |                 |                 |
| 12 | 1   | Силван Цурбриген                 | Швајцарска                | 48,78           | 7               | 52,05           | 17              | 1:40,83         | 1,51            |                 |                 |
| 13 | 14  | Мајкл Џеник                      | Канада                    | 49,18           | 11              | 51,91           | 11              | 1:41,09         | 1,77            |                 |                 |
| 14 | 10  | Матијас Харгин                   | Шведска                   | 49,27           | 13              | 51,98           | 12              | 1:41,25         | 1,93            |                 |                 |
| 15 | 23  | Марк Ђини                        | Швајцарска                | 49,94           | 22              | 51,41           | 5               | 1:41,35         | 2,03            |                 |                 |
| 16 | 41  | Максим Тисо                      | Француска                 | 49,52           | 16              | 52,02           | 14              | 1:41,54         | 2,22            |                 |                 |
| 17 | 31  | Ћетил Јансруд                    | Норвешка                  | 49,54           | 18              | 52,03           | 15              | 1:41,57         | 2,25            |                 |                 |
| 18 | 27  | Акира Сасаки                     | Јапан                     | 49,41           | 14              | 52,35           | 22              | 1:41,76         | 2,44            |                 |                 |
| 19 | 43  | Натко Зрнчић-Дим                 | Хрватска                  | 50,01           | 23              | 51,98           | 12              | 1:41,99         | 2,67            |                 |                 |
| 20 | 33  | Килијан Албрехт                  | Бугарска                  | 50,08           | 24              | 52,28           | 20              | 1:42,36         | 3,04            |                 |                 |
| 21 | 38  | Томас Мермијо Блонден            | Француска                 | 49,90           | 21              | 52,58           | 24              | 1:42,48         | 3,16            |                 |                 |
| 22 | 30  | Јенс Бигмарк                     | Шведска                   | 50,50           | 27              | 52,03           | 15              | 1:42,53         | 3,21            |                 |                 |
| 23 | 50  | Александар Хорошилов             | Русија                    | 50,50           | 27              | 52,32           | 21              | 1:42,82         | 3,50            |                 |                 |
| 24 | 46  | Нолан Каспер                     | Сједињене Америчке Државе | 50,66           | 29              | 52,51           | 23              | 1:43,17         | 3,85            |                 |                 |
| 25 | 56  | Стефан Георгијев                 | Бугарска                  | 50,86           | 30              | 53,06           | 25              | 1:43,92         | 4,60            |                 |                 |
| 26 | 65  | Кристијан Хавијер Симари Биркнер | Аргентина                 | 51,35           | 31              | 53,37           | 26              | 1:44,72         | 5,40            |                 |                 |
| 27 | 53  | Дејвид Рајдинг                   | Уједињено Краљевство      | 51.58           | 33              | 53.55           | 27              | 1:45.13         | 5.81            |                 |                 |
| 28 | 58  | Кристоф Ру                       | Молдавија                 | 51.90           | 35              | 53.85           | 28              | 1:45.75         | 6.43            |                 |                 |
| 29 | 71  | Ендру Нобл                       | Уједињено Краљевство      | 51.55           | 32              | 54.58           | 30              | 1:46.13         | 6.81            |                 |                 |
| 30 | 66  | Јарослав Бабушјак                | Словачка                  | 52,10           | 37              | 54,76           | 31              | 1:46,86         | 7,54            |                 |                 |
| 31 | 35  | Тревор Вајт                      | Канада                    | 49,53           | 17              | 57,64           | 37              | 1:47,17         | 7,85            |                 |                 |
| 32 | 61  | Данко Маринели                   | Хрватска                  | 52,28           | 38              | 55,05           | 32              | 1:47,33         | 8,01            |                 |                 |
| 33 | 62  | Василис Димитријадис             | Грчка                     | 51,96           | 36              | 56,20           | 35              | 1:48,16         | 8,84            |                 |                 |
| 34 | 63  | Јерке Ван ден Богерт             | Белгија                   | 53.99           | 42              | 54.57           | 29              | 1:48.56         | 9.24            |                 |                 |
| 35 | 74  | Михајло Ренжин                   | Израел                    | 52.84           | 39              | 56.07           | 34              | 1:48.91         | 9.59            |                 |                 |
| 36 | 75  | Марко Рудић                      | Босна и Херцеговина       | 53,70           | 40              | 55,46           | 33              | 1:49,16         | 9,84            |                 |                 |
| 37 | 76  | Кристапс Звејниекс               | Летонија                  | 53.82           | 41              | 57.47           | 36              | 1:51.29         | 11.97           |                 |                 |
| 38 | 88  | Игор Закурдајев                  | Казахстан                 | 54,41           | 43              | 58,40           | 38              | 1:52,81         | 13,49           |                 |                 |
| 39 | 83  | Ростислав Феншчук                | Украјина                  | 55.35           | 45              | 58.44           | 39              | 1:53.79         | 14.47           |                 |                 |
| 40 | 79  | Бојан Косић                      | Црна Гора                 | 56,15           | 46              | 59,17           | 41              | 1:55,32         | 16,00           |                 |                 |
| 41 | 69  | Хосеин Савех-Шемшаки             | Иран                      | 57.59           | 47              | 58.80           | 40              | 1:56.39         | 17.07           |                 |                 |
| 42 | 90  | Олег Шамајев                     | Узбекистан                | 57,65           | 48              | 1:00,40         | 42              | 1:58,05         | 18,73           |                 |                 |
| 43 | 101 | Ли Леј                           | Кина                      | 59.43           | 49              | 1:0,43          | 43              | 2:00.86         | 21.54           |                 |                 |
| 44 | 98  | Самир Азимани                    | Мароко                    | 1:00,43         | 50              | 1:02,00         | 44              | 2:02,43         | 23,11           |                 |                 |
| 45 | 89  | Шејн О’Конор                     | Ирска                     | 1:00.83         | 51              | 1:04.31         | 45              | 2:05.14         | 25.82           |                 |                 |
| 46 | 99  | Убертус фон Оенлое               | Мексико                   | 1:02.09         | 52              | 1:05.69         | 46              | 2:07.78         | 28.46           |                 |                 |
| 47 | 102 | Кваме Нкрумах Ачемпонг           | Гана                      | 1:09,08         | 53              | 1:13,52         | 48              | 2:22,60         | 43,28           |                 |                 |
| 48 | 95  | Ерјон Тоља                       | Албанија                  | 1:33,94         | 54              | 1:09,94         | 47              | 2:43,88         | 1:04,56         |                 |                 |
| —  | 11  | Стив Мисије                      | Француска                 | 49,49           | 15              | Није завршио    | Није завршио    | Није завршио    | Није завршио    |                 |                 |
| —  | 24  | Патрик Талер                     | Италија                   | 50,13           | 25              | Није завршио    | Није завршио    | Није завршио    | Није завршио    |                 |                 |
| —  | 22  | Џими Кокран                      | Сједињене Америчке Државе | 54.94           | 44              | Није завршио    | Није завршио    | Није завршио    | Није завршио    |                 |                 |
| —  | 20  | Аксел Бек                        | Шведска                   | 50,25           | 26              | Дисквалификован | Дисквалификован | Дисквалификован | Дисквалификован | Дисквалификован | Дисквалификован |
| —  | 47  | Сандро Вилета                    | Швајцарска                | 49,85           | 20              | Дисквалификован | Дисквалификован | Дисквалификован | Дисквалификован | Дисквалификован | Дисквалификован |
| —  | 64  | Јасон Абрамашвили                | Грузија                   | 51,89           | 34              | Дисквалификован | Дисквалификован | Дисквалификован | Дисквалификован | Дисквалификован | Дисквалификован |
| —  | 93  | Маркус Килсгор                   | Данска                    | Није стартовао  | Није стартовао  | Није стартовао  | Није стартовао  | Није стартовао  | Није стартовао  |                 |                 |
| —  | 5   | Манфред Прангер                  | Аустрија                  | Није завршио    | Није завршио    | Није завршио    | Није завршио    | Није завршио    | Није завршио    |                 |                 |
| —  | 15  | Феликс Нојројтер                 | Немачка                   | Није завршио    | Није завршио    | Није завршио    | Није завршио    | Није завршио    | Није завршио    |                 |                 |
| —  | 16  | Тед Лигети                       | Сједињене Америчке Државе | Није завршио    | Није завршио    | Није завршио    | Није завршио    | Није завршио    | Није завршио    |                 |                 |
| —  | 17  | Боди Милер                       | Сједињене Америчке Државе | Није завршио    | Није завршио    | Није завршио    | Није завршио    | Није завршио    | Није завршио    |                 |                 |
| —  | 18  | Ларс Елтон Мире                  | Норвешка                  | Није завршио    | Није завршио    | Није завршио    | Није завршио    | Није завршио    | Није завршио    |                 |                 |
| —  | 21  | Урс Имбоден                      | Молдавија                 | Није завршио    | Није завршио    | Није завршио    | Није завршио    | Није завршио    | Није завршио    |                 |                 |
| —  | 25  | Бернард Вајдич                   | Словенија                 | Није завршио    | Није завршио    | Није завршио    | Није завршио    | Није завршио    | Није завршио    |                 |                 |
| —  | 26  | Кристијан Девил                  | Италија                   | Није завршио    | Није завршио    | Није завршио    | Није завршио    | Није завршио    | Није завршио    |                 |                 |
| —  | 28  | Бред Спенс                       | Канада                    | Није завршио    | Није завршио    | Није завршио    | Није завршио    | Није завршио    | Није завршио    |                 |                 |
| —  | 29  | Филип Трејбал                    | Чешка                     | Није завршио    | Није завршио    | Није завршио    | Није завршио    | Није завршио    | Није завршио    |                 |                 |
| —  | 32  | Марк Берто                       | Швајцарска                | Није завршио    | Није завршио    | Није завршио    | Није завршио    | Није завршио    | Није завршио    |                 |                 |
| —  | 36  | Матиц Скубе                      | Словенија                 | Није завршио    | Није завршио    | Није завршио    | Није завршио    | Није завршио    | Није завршио    |                 |                 |
| —  | 39  | Кентаро Минагава                 | Јапан                     | Није завршио    | Није завршио    | Није завршио    | Није завршио    | Није завршио    | Није завршио    |                 |                 |
| —  | 40  | Трулс Ове Карлсен                | Норвешка                  | Није завршио    | Није завршио    | Није завршио    | Није завршио    | Није завршио    | Није завршио    |                 |                 |
| —  | 42  | Лејф Кристијан Хауген            | Норвешка                  | Није завршио    | Није завршио    | Није завршио    | Није завршио    | Није завршио    | Није завршио    |                 |                 |
| —  | 44  | Далибор Шамсал                   | Хрватска                  | Није завршио    | Није завршио    | Није завршио    | Није завршио    | Није завршио    | Није завршио    |                 |                 |
| —  | 45  | Митја Драгшич                    | Словенија                 | Није завршио    | Није завршио    | Није завршио    | Није завршио    | Није завршио    | Није завршио    |                 |                 |
| —  | 48  | Мартин Враблик                   | Чешка                     | Није завршио    | Није завршио    | Није завршио    | Није завршио    | Није завршио    | Није завршио    |                 |                 |
| —  | 49  | Бјергвин Бјергвинсон             | Исланд                    | Није завршио    | Није завршио    | Није завршио    | Није завршио    | Није завршио    | Није завршио    |                 |                 |
| —  | 51  | Џунг Донг-Хјун                   | Јужна Кореја              | Није завршио    | Није завршио    | Није завршио    | Није завршио    | Није завршио    | Није завршио    |                 |                 |
| —  | 52  | Андреас Ромар                    | Финска                    | Није завршио    | Није завршио    | Није завршио    | Није завршио    | Није завршио    | Није завршио    |                 |                 |
| —  | 54  | Сергеј Мајтаков                  | Русија                    | Није завршио    | Није завршио    | Није завршио    | Није завршио    | Није завршио    | Није завршио    |                 |                 |
| —  | 55  | Ким Ву-Сунг                      | Јужна Кореја              | Није завршио    | Није завршио    | Није завршио    | Није завршио    | Није завршио    | Није завршио    |                 |                 |
| —  | 57  | Барт Молен                       | Белгија                   | Није завршио    | Није завршио    | Није завршио    | Није завршио    | Није завршио    | Није завршио    |                 |                 |
| —  | 59  | Стефан Јон Сигургејрсон          | Исланд                    | Није завршио    | Није завршио    | Није завршио    | Није завршио    | Није завршио    | Није завршио    |                 |                 |
| —  | 60  | Степан Зујев                     | Русија                    | Није завршио    | Није завршио    | Није завршио    | Није завршио    | Није завршио    | Није завршио    |                 |                 |
| —  | 67  | Пурија Савех-Шемшаки             | Иран                      | Није завршио    | Није завршио    | Није завршио    | Није завршио    | Није завршио    | Није завршио    |                 |                 |
| —  | 68  | Руђер Видоса                     | Андора                    | Није завршио    | Није завршио    | Није завршио    | Није завршио    | Није завршио    | Није завршио    |                 |                 |
| —  | 70  | Јоан-Габријел Нан                | Румунија                  | Није завршио    | Није завршио    | Није завршио    | Није завршио    | Није завршио    | Није завршио    |                 |                 |
| —  | 72  | Стефанос Цимикалис               | Грчка                     | Није завршио    | Није завршио    | Није завршио    | Није завршио    | Није завршио    | Није завршио    |                 |                 |
| —  | 73  | Антонио Ристевски                | Република Македонија      | Није завршио    | Није завршио    | Није завршио    | Није завршио    | Није завршио    | Није завршио    |                 |                 |
| —  | 77  | Агустин Торес                    | Аргентина                 | Није завршио    | Није завршио    | Није завршио    | Није завршио    | Није завршио    | Није завршио    |                 |                 |
| —  | 78  | Јонатан Лонги                    | Бразил                    | Није завршио    | Није завршио    | Није завршио    | Није завршио    | Није завршио    | Није завршио    |                 |                 |
| —  | 80  | Мартон Бене                      | Мађарска                  | Није завршио    | Није завршио    | Није завршио    | Није завршио    | Није завршио    | Није завршио    |                 |                 |
| —  | 81  | Дејвид Опрја                     | Естонија                  | Није завршио    | Није завршио    | Није завршио    | Није завршио    | Није завршио    | Није завршио    |                 |                 |
| —  | 84  | Ердинч Тирксевер                 | Турска                    | Није завршио    | Није завршио    | Није завршио    | Није завршио    | Није завршио    | Није завршио    |                 |                 |
| —  | 85  | Виталиј Румјанцев                | Литванија                 | Није завршио    | Није завршио    | Није завршио    | Није завршио    | Није завршио    | Није завршио    |                 |                 |
| —  | 86  | Јаба Гелашвили                   | Грузија                   | Није завршио    | Није завршио    | Није завршио    | Није завршио    | Није завршио    | Није завршио    |                 |                 |
| —  | 91  | Кристофер Папамихалопулос        | Кипар                     | Није завршио    | Није завршио    | Није завршио    | Није завршио    | Није завршио    | Није завршио    |                 |                 |
| —  | 92  | Андреј Дрјугин                   | Таџикистан                | Није завршио    | Није завршио    | Није завршио    | Није завршио    | Није завршио    | Није завршио    |                 |                 |
| —  | 94  | Једриј Ноц                       | Азербејџан                | Није завршио    | Није завршио    | Није завршио    | Није завршио    | Није завршио    | Није завршио    |                 |                 |
| —  | 96  | Лејти Сек                        | Сенегал                   | Није завршио    | Није завршио    | Није завршио    | Није завршио    | Није завршио    | Није завршио    |                 |                 |
| —  | 100 | Дмитриј Трелевски                | Киргистан                 | Није завршио    | Није завршио    | Није завршио    | Није завршио    | Није завршио    | Није завршио    |                 |                 |
| —  | 34  | Криштоф Кризл                    | Чешка                     | Дисквалификован | Дисквалификован | Дисквалификован | Дисквалификован | Дисквалификован | Дисквалификован |                 |                 |
| —  | 82  | Гасан Ачи                        | Либан                     | Дисквалификован | Дисквалификован | Дисквалификован | Дисквалификован | Дисквалификован | Дисквалификован |                 |                 |
| —  | 87  | Арсен Нерсисјан                  | Јерменија                 | Дисквалификован | Дисквалификован | Дисквалификован | Дисквалификован | Дисквалификован | Дисквалификован |                 |                 |
| —  | 97  | Манфред Етл Рејес                | Перу                      | Дисквалификован | Дисквалификован | Дисквалификован | Дисквалификован | Дисквалификован | Дисквалификован |                 |                 |